# Bulbophyllum labatii
Bulbophyllum labatii är en orkidéart som beskrevs av Jean Marie Bosser. Bulbophyllum labatii ingår i släktet Bulbophyllum och familjen orkidéer. Inga underarter finns listade i Catalogue of Life.